# Jesús Romero Flores
José Jesús Romero Flores (La Piedad, Michoacán, 28 de abril de 1885 - Ciudad de México, 1 de noviembre de 1987) fue un político mexicano, miembro del Partido Revolucionario Institucional, ocupó numerosos cargos políticos y fue Diputado Constituyente en 1917.

## Biografía
Fue hijo de José Jesús Romero Amezcua y de María Flores. Cursó los primeros estudios, en su lugar natal y la preparatoria en el Colegio de San Nicolás de Hidalgo. El 7 de octubre de 1905 empezó a ejercer el magisterio, sucesivamente en las escuelas primarias de Tangancícuaro; La Piedad, Mich., Valle de Santiago y Celaya, Gto., y en la Escuela "Pensador Mexicano", de la capital de la República. En 1913 el gobernador Gertrudis G. Sánchez lo nombró director general de Instrucción Pública del estado, el 5 de mayo de 1915 fundó la Escuela Normal del estado de Michoacán. En 1916 fue elegido Diputado al Congreso Constituyente que se reunió en Santiago de Querétaro y promulgó la Constitución Política de los Estados Unidos Mexicanos, ejerció como inspector escolar de 1921 a 1922 y ese año fue elegido diputado al Congreso de Michoacán y luego diputado federal a la XXXI Legislatura de 1924 a 1926.
De 1935 a 1945 fue jefe del Departamento de Historia en el Museo Nacional y luego rector de la Universidad Michoacana de San Nicolás de Hidalgo, en 1964 fue elegido Senador por Michoacán a las Legislaturas XLVI y XLVII, cargo que concluyó en 1970. En 1972 recibió la medalla “Maestro Altamirano” por sus cincuenta años de labor docente; en 1951 es nombrado doctor honoris causa de la Universidad Michoacana; en 1955 fue miembro del Senado de la República.
En 1976 le fue otorgada la Medalla Belisario Domínguez del Senado de la República.
Actualmente la Escuela Secundaria Técnica n.º 65 del estado de Michoacán lleva su nombre y también en 1985 fue fundador de la Escuela Secundaria Técnica No 53 en San Francisco Xalostoc Ecatepec, Estado de México misma que lleva su nombre al ser uno de los últimos constituyentes mexicanos.
Don Jesús Romero Flores fue también Profesor de Historia en la Escuela Nacional Preparatoria de la Universidad Nacional Autónoma de México, murió en la Ciudad de México, el 1 de noviembre de 1987.

## Obras
Entre sus obras más destacadas se encuentran: “Geografía del Estado de Michoacán”, “El Porfirismo en Zacatecas”, “Historia de Michoacán”; “El Plan de Ayutla”; “Comentarios a la Historia de México”; “Banderas Históricas Mexicanas”; “Michoacán en la Revolución”; “Lázaro Cárdenas, Biografía de un Gran Mexicano”, “La Reforma Escolar en Michoacán” así como "Chapultepec en la Historia de México".

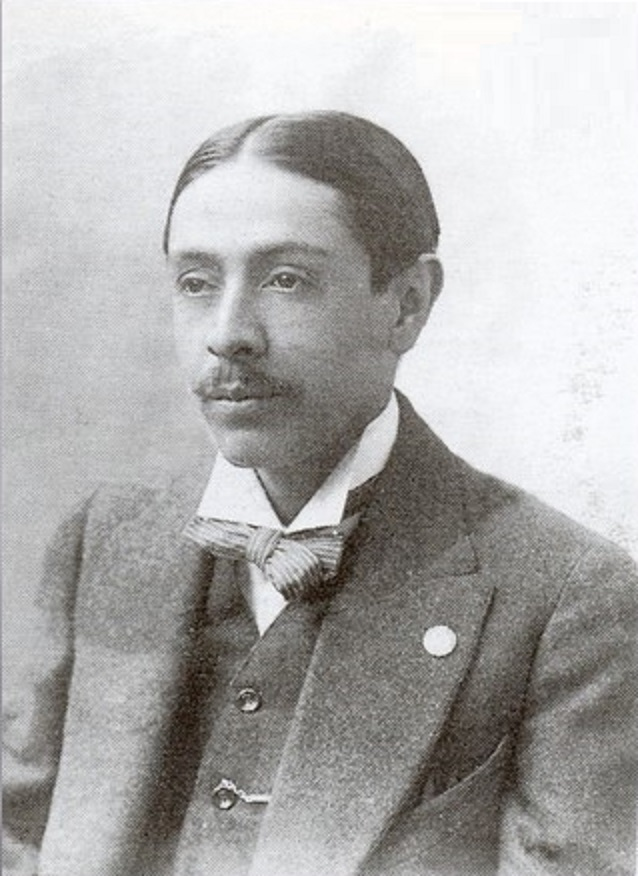
Jesús Romero Flores, 1917